# 龍谷大学付属平安中学校・高等学校
龍谷大学付属平安中学校・高等学校（りゅうこくだいがくふぞくへいあんちゅうがっこう・こうとうがっこう）は、京都府京都市下京区大宮通七条上ル御器屋町にある西本願寺系の中学校及び高等学校。学校法人龍谷大学が運営している。

## 概要
高校野球（男子硬式）では、春42回、夏34回の計76回で全国最多出場の記録を持つ。龍谷大学と連携しており、2008年4月1日に平安中学校・高等学校から現在の校名に改称した。龍谷総合学園加盟校。また、龍谷大学付属と付く唯一の学校である（校名に「龍谷」を使用する学校は通常「龍谷○○」または「○○龍谷」としている）。
本校は校名に「龍谷大学付属」を冠するが、2015年3月までの設置者は学校法人平安学園であった。法人合併により、同年4月以降は学校法人龍谷大学が設置者となっている。
朝に仏参を行うなど、浄土真宗の教義が教育に取り入れられている。「宗教研究」という部活動もある。

## 沿革
- 1876年（明治9年） - 滋賀県彦根市に西本願寺系寺院の子弟教育のために、金亀教校として創設。
- 1902年 - 第三仏教中学校[2]に改称。
- 1909年 - 京都市の現在地に移転。
- 1910年 - 旧制平安中学校に改称。
- 1947年 - 平安中学校設立。
- 1948年 - 平安高等学校設立。普通科設置。
- 1950年 - 商業科と仏教過程を併設。
- 1951年 - 学校法人平安学園設立。
- 1978年 - 商業科の生徒募集を停止。
- 2003年 - 男女共学になる。
- 2008年4月1日 - 龍谷大学付属平安中学校・高等学校に改称。
- 2015年4月1日 - 学校法人龍谷大学が学校法人平安学園を吸収合併。学校法人龍谷大学が運営法人となる。

## 学科
- 龍谷大学(内部)進学コース→プログレス
- 難関大学(外部)進学コース→特進
- アスリートコース（硬式野球専門コース）

## 部活動
硬式野球部やチアダンス部、ゴルフ部などで全国優勝の実績がある。
- 硬式野球
夏の甲子園は1927年に初出場、1938年に初優勝した。2018年までに34回出場して優勝3回、準優勝4回の記録を持つ（幻の甲子園と称される1942年の全国中等学校野球大会をも含めれば、準優勝は5回）。春の甲子園は1928年に初出場、2023年で42回出場を数え、2014年に大会初優勝を飾った。2018年の第100回大会で甲子園での通算勝利数が100を超えた。なおユニフォームは、創立以来胸の「HEIAN」の校名表記（幻の甲子園の時は漢字表記）のみで、袖章などが一切入らないデザインだったが、龍谷大学付属平安高校への改称後は左肩に「龍谷大学」の表記が入っている。

- 軟式野球
- 卓球
- 柔道
- 剣道
- ワンダーフォーゲル
- 自転車競技
- ソフトテニス
- サッカー
- バスケットボール
- バレーボール
- アメリカンフットボール
- バドミントン
- フェンシング
- ハンドボール
- チアダンス
- 陸上競技
- 宗教研究
- 考古学
- 写真
- 吹奏楽
- 鉄道研究
- 美術
- インターアクト
- 古典文化研究
- 将棋
- 茶道
- 華道
- 合唱
- 競技かるた
- GCC（ゲームクリエーションクラブ）
- ESS

## 主な出身者

### 野球
- 伊藤次郎
- 内海五十雄
- 岡村俊昭
- 本田親喜
- 宇野錦次
- 富永嘉郎
- 大館勲（大館勲夫）
- 雁瀬治貞
- 西村進一（木村進一）
- 辻井弘
- 保井浩一
- 天川清三郎
- 金田正泰
- 古家武夫
- 富樫淳
- 中村徳次郎
- 原田清
- 塩見栄一
- 杉山真治郎
- 清水宏員
- 上市皓雄
- 近藤和彦
- 倉高新始
- 藤野隆司
- 野口元三
- 大崎隆雄
- 阪本敏三
- 林健造
- 山本忠男
- 衣笠祥雄
- 植木一智
- 梅村好彦
- 門野利治
- 江島巧
- 石山一秀
- 渋谷通
- 川本浩次
- 市場博己
- 山越吉洋
- 小島弘務
- 江坂政明
- 桧山進次郎
- 松岡正樹
- 竹清剛治
- 川口知哉(同校監督)
- 岸本秀樹
- 赤松真人
- 今浪隆博
- 炭谷銀仁朗
- 水落暢明（中退）
- 須田健太（中退）
- 髙橋大樹
- 高橋奎二
- 酒居知史
- 松田憲之朗
- 高木正雄
- 中島大輔
- 西川史礁
- 日下部明男
- 今久留主祐成
- 野口真一
- 原田英彦(同校監督)
- 勝村法彦
- 多賀章仁
- 柴田凌

### その他のスポーツ
- 阪田章裕 - サッカー
- 北川裕規 - ゴルフ
- 平塚哲二 - ゴルフ
- 太田雄貴 - フェンシング
- 飯村一輝 - フェンシング
- 森愛一郎 - 自転車
- 大井健司 - 自転車
- 平野時男 - 柔道
- 胡井剛一 - 柔道
- 寺居高志 - 柔道
- 多田羅誠也 - 騎手

### 芸能人
- 志賀勝 - 俳優
- 団時朗 - 俳優
- 2代目森乃福郎 - 落語家
- 原田伸郎 - タレント
- 笑福亭鶴志 - 落語家
- 段田安則 - 俳優
- 佐々木清次 - 歌手
- 加藤剛志 - ミュージシャン
- 強 (歌手)
- 和佐田達彦 - 爆風スランプ

### その他
- 岡本潤 - 映画脚本家
- 土井忠雄 - 仏教学者、真宗学者
- 土井正治 - 住友化学工業社長・会長
- 梅棹エリオ - 冒険家
- 中尾正 - 調教師
- 北山安夫 - 造園家、作庭家。北山造園代表
- 大島やすいち - 漫画家
- 西光万吉 - 水平社宣言起草者
- 田中松月 - 僧侶、政治家、部落解放運動家
- 沼田恵範 - 実業家、宗教家
- 辻一弘 - 特殊メイクアーティスト
- 藤原鶴声 - 特殊メイクアーティスト
- 大岩Larry正志 - デザイナー、声優
- 脇阪寿一 - レーシングドライバー

## 著名な教員・指導者
- 堀内文次郎 - 旧制平安中学校元校長。陸軍中将
- 青木正児 - 中国文学者。大正7年から同8年にかけて旧制平安中学校講師として勤務。
- 坪井清足 - 考古学者。昭和25年から数年間平安高等学校に勤務。
- 上野瞭 - 児童文学作家。昭和27年から20年ほど平安高等学校に勤務。

## アクセス
- 京都市営バス「七条大宮・京都水族館前」停留所
- 丹波口駅 徒歩10分、梅小路京都西駅 徒歩約5分、京都駅 徒歩15分